# Itaverava
Itaverava är en kommun i Brasilien.   Den ligger i delstaten Minas Gerais, i den sydöstra delen av landet, 700 km sydost om huvudstaden Brasília. Antalet invånare är 5 798.
Omgivningarna runt Itaverava är huvudsakligen savann. Runt Itaverava är det ganska glesbefolkat, med 24 invånare per kvadratkilometer.